# Tricentra flavimargo
Tricentra flavimargo är en fjärilsart som beskrevs av W. Warren 1905. Tricentra flavimargo ingår i släktet Tricentra och familjen mätare. Inga underarter finns listade i Catalogue of Life.